# Múnit
Múnit (en grec antic Μούνιτος), va ser, segons la mitologia grega, un fill nascut dels amors furtius de Laòdice "la més bella de les filles de Príam" i d'Acamant, un dels fills de Teseu.
Acamant havia anat a Troia com a ambaixador a reclamar Helena abans que la guerra esclatés. Laòdice, quan va néixer Múnit, el va confiar a Etra, que era serventa d'Helena i mare de Teseu, i per tant, besàvia del nen. Després de la caiguda de Troia, Etra el lliurà al seu pare. Més endavant, Múnit va morir durant una cacera, a Tessàlia, per la mossegada d'una serp.